# Giuseppe Mosca (medico)
Giuseppe Mosca (Napoli, 30 dicembre 1706 – Napoli, 1780) è stato un medico e biografo italiano, autore di vari trattati di medicina e delle biografie degli anatomisti Giovan Battista Morgagni e Lucantonio Porzio.

## Biografia
Compiuti gli studi presso il collegio dei Gesuiti, nel 1729 fu a Montecassino per insegnare nell'abbazia benedettina. Rientrato a Napoli, nel 1734 si dedicò alla medicina.
Fu membro di diverse accademie italiana, tra queste divenne socio dell'Accademia delle scienze di Bologna nel 1765.
Sua figlia Colomba eseguì i ritratti di Porzio e Morgagni per i rispettivi volumi biografici.

## Opere
- Delle febbri di mutazione d'aria e della loro preservazione, e cura, Napoli 1755[4].
- Vita di Giovambattista Morgagni, Napoli 1764[5].
- Vita di Lucantonio Porzio, Napoli 1765[6].